# Rendier in Zuid-Georgia
Het rendier in Zuid-Georgia is een voorbeeld van een diersoort die geïntroduceerd is buiten zijn oorspronkelijk woongebied. Het rendier is een hertachtige dat aangepast is aan het arctisch en het subarctisch klimaat. Het werd geïntroduceerd op het subantarctische eiland Zuid-Georgië door Noorse walvisjagers in de vroege 20ste eeuw. De dieren werden uitgezet voor de vrijetijdsjacht en als eten voor de vele mensen die werkten op het eiland in de walvisindustrie. Hoewel de mensen sindsdien vertrokken zijn is de rendierpopulatie gebleven. Hun aantal was zodanig gestegen dat ze schade toebrachten aan het milieu, wat geleid heeft tot de beslissing om hen uit te roeien. In 2017 zijn de laatste rendieren geschoten.

## Geschiedenis

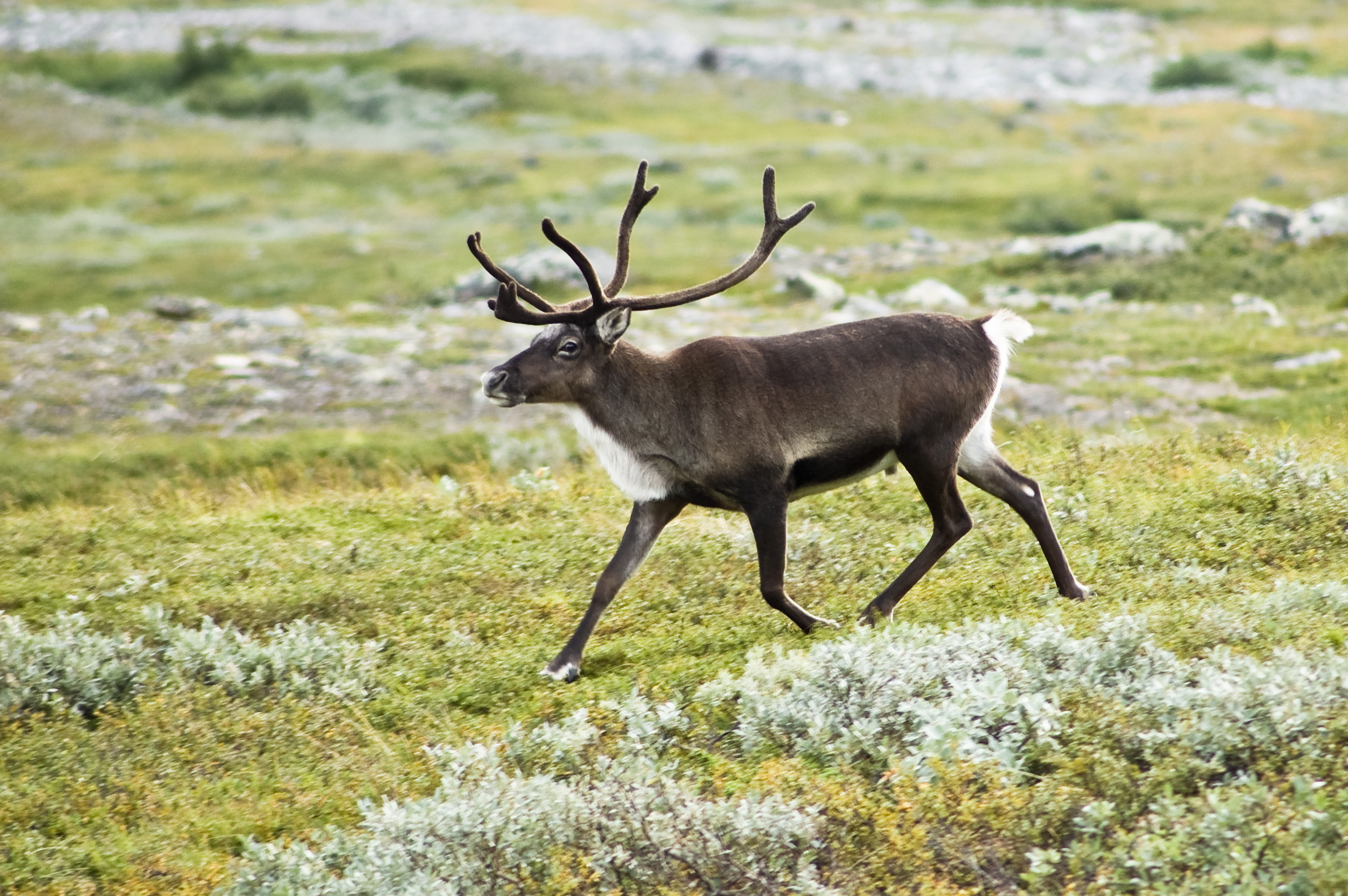
Rendier

De eerste introductie vond plaats in 1911 door Carl Anton Larsen en zijn broer. Drie mannetjes en zeven wijfjes uit Hemsedal werden vrijgelaten in de baai Ocean Harbour op het Barffschiereiland aan de noordelijke kust van Zuid-Georgia. Deze kudde groeide uit tot de Barff-kudde en in 1958 telde deze zo’n 3000 dieren. In 1976 was dit aantal wel teruggelopen tot zo’n 1900.
Een tweede introductie kwam er in 1912 door de Christian Salvesen Company. Twee mannetjes en drie wijfjes werden vrijgelaten bij Leith Harbour op het Busenschiereiland, ook op de noordelijke kust. Tegen 1918 was de kudde uitgebreid tot 20 dieren, maar deze dieren kwamen nog datzelfde jaar om door een lawine.
In 1925 volgde een derde introductie van drie mannetjes en vier wijfjes in Husvik Harbour. Zij zouden de kern worden van de Busen-kudde en groeiden langzaam tot 40 dieren in 1953 en groeide dan sneller tot 800 dieren begin jaren negentig.

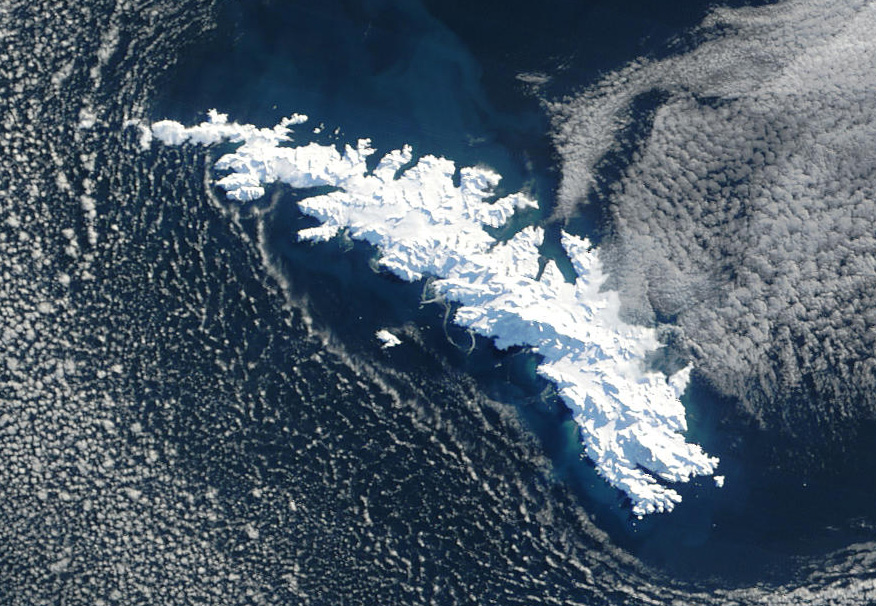
Satellietbeeld van Zuid-Georgia

De Barf-kudde was relatief geïsoleerd voor menselijke toegang en kon dus sneller groeien. Hierdoor werd de kudde te groot en was er te weinig voedsel waardoor het aantal terugliep. De Busen-kudde was wel toegankelijker voor de mensen waardoor er regelmatig op gejaagd werd.
Nadat de walvisindustrie stopte in de jaren zestig verlieten degenen die hiervan leefden het eiland, dat sindsdien nagenoeg onbewoond is, op een kleine militaire basis na en bezoekende wetenschappers. Er was weinig jacht op de dieren en er was ook geen controle meer. Beide kuddes, die gescheiden werden door gletsjers die stopten in de oceaan, omvatten zo’n 2600 dieren en bezetten 318 km² land, een derde van het begroeide gebied op het eiland waar grazen mogelijk was. 

## Ecologische impact
De populatiedichtheid van het rendier in Zuid-Georgië was over het algemeen veel hoger dan in hun oorspronkelijke woongebied. In Spitsbergen is de dichtheid ongeveer 5/km² terwijl deze in Zuid-Georgië kon variëren van 40/km² tot wel 85/km².
De gebieden die bezet werden door de rendieren waren de meeste begroeide en biologisch diverse van het eiland. De impact van de dieren zorgde voor overbegrazing van plaatselijke grassoorten, bodemerosie en verlies van biodiversiteit en de verspreiding van invasieve onkruiden, zoals het geïntroduceerde straatgras dat beter tegen begrazing kan dan de oorspronkelijke planten.
Door een eventuele terugtrekking van de gletsjers zou het leefgebied van de dieren waarschijnlijk uitgebreid worden naar andere delen van het eiland. Door de milieuschade die het rendier veroorzaakt is er in februari 2011 voorgesteld om de kuddes permanent uit te roeien. Om genetisch materiaal van de dieren te bewaren werd eerder al beslist om 59 kalveren (26 mannetjes en 33 vrouwtjes) over te brengen van de Busen-kudde naar de Falklandeilanden, een andere reden was om verscheidenheid te brengen in de landbouw aldaar. Hun eerste nakomelingen werden in 2003 geboren.

## Andere introducties
In de jaren veertig werden ook in Argentinië rendieren uitgezet, maar deze werden gedood. Er werden ook acht rendieren getransporteerd vanuit Zuid-Georgië naar een Chileens eiland, maar zeven van de acht dieren overleefden de zeereis niet. De enige andere succesvolle poging vond plaats op de Kerguelen, een Frans territorium in de Indische Oceaan, waar tien rendieren uit Zweeds Lapland werden uitgezet in 1954. In 1970 was de kudde al gegroeid tot 2.000 dieren.